# Melanolophia umbrosa
Melanolophia umbrosa là một loài bướm đêm trong họ Geometridae.